# Petra Perle

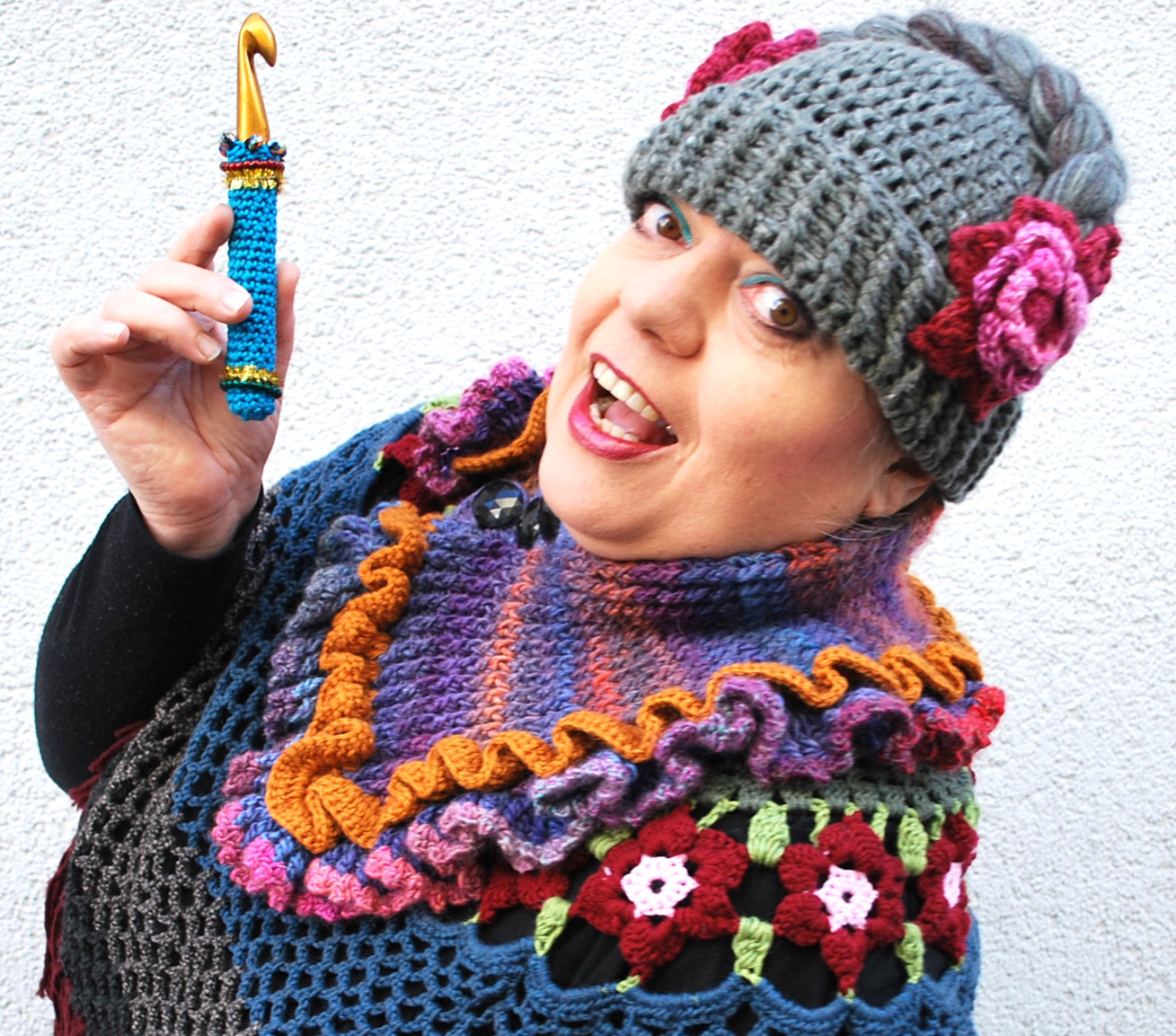
Petra Perle (2018)

Petra Perle (* 1962 oder 1963 in München, bürgerlich: Karin Kümpfel) ist eine deutsche Künstlerin und ein Münchner Original.

## Werdegang

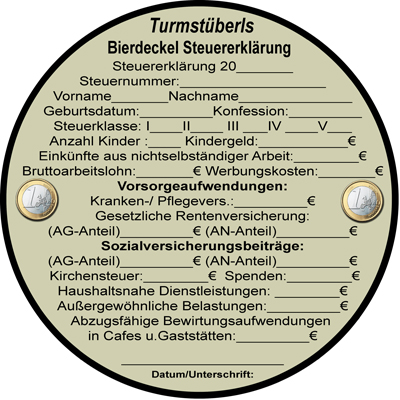
Steuererklärung auf einem Bierdeckel (2011)

Petra Perle absolvierte eine Lehre als Goldschmiedin und arbeitete bis 1995 im Antiquitätengeschäft ihres Vaters in der Westenriederstraße in der Münchner Innenstadt. Als Schmuckdesignerin fiel sie durch ihre originellen Entwürfe auf. Seit 1990 ist sie auch als Malerin und Performance-Künstlerin tätig.
Größere Bekanntheit erreichte sie durch eine selbst entworfene Briefmarken-Serie sowie durch ihr Engagement für die Rettung des deutschen Schlagers: Der Wahre Grand Prix bot fünf Jahre lang eine Alternative zur deutschen Vorauswahl zum Eurovision Song Contest. Bei dieser Veranstaltung traten unbekannte, aber talentierte Sänger und Autoren gegeneinander an. Teilnehmer waren unter anderem Bully Herbig, Thomas Hermanns, Dieter Landuris alias Viktor Bergman u. v. a. Das Lied Ich fand das ganz große Glück, mit Dir im Zug nach Osnabrück! von Cliff & Rexonah schaffte es in die Hitparade. Die letzten beiden Wettbewerbe wurden vom ZDF aufgezeichnet.
Darüber hinaus propagierte Petra Perle jahrelang selbstironisch die Kleiderfarbe Rosa. 1998 kandidierte sie mit der von ihr gegründeten Partei „Hausfrauenclub 2000“ für den Deutschen Bundestag und erreichte als Direktkandidatin im Wahlbezirk München-Mitte 0,5 Prozent der Stimmen. Immer wieder tritt sie mit subversiven Aktionen auf, etwa als sie vor einer Scientology-Filiale demonstrierte und dabei wie ein Schaf blökte, oder indem sie die politisch bislang vergeblich geforderte „Steuererklärung, die auf einen Bierdeckel passt“ bildlich umsetzte.
Von Januar 2004 bis November 2012 war Petra Perle Wirtin des Turmstüberls im Münchner Valentin-Karlstadt-Musäum. Sie war es auch, die 2005 für den mittleren Turm des Münchner Isartors eine rückwärts laufende Uhr stiftete. Die Ziffern sind spiegelverkehrt angebracht und auch die Zeiger laufen verkehrt herum.
Das Bayerische Fernsehen porträtierte die Münchner Künstlerin 2005 in der Reihe Lebenslinien in einem 45-min-Feature mit dem Titel Petra Perle. Ich habe den Drang auf die Bühne.
Petra Perle war auch als Kolumnistin beliebt. Von Oktober 2016 an schrieb sie etwa ein Jahr lang für die Wochenendausgabe der Münchner Abendzeitung, von März 2006 bis Juli 2016 wöchentlich für Hallo München unter der Rubrik Blick vom Isartor.
2011 erfand Petra Perle das Brunnenfest auf dem Viktualienmarkt, sie steht auch für das Konzept und die Organisation. Bei der Kommunalwahl in München 2014 war Petra Perle eine der Stadtratskandidaten der Wählergruppe HUT. Von 2015 bis 2019 war sie Inhaberin eines Handarbeitsgeschäfts Münchens und verfasst nun für den Verlag Droemer Knaur Sachbücher mit Häkelanleitungen. Nachdem sie 2020 den Laden aufgegeben hatte, zog Petra Perle mit ihrem Mann in ein Haus in den Bayerischen Wald. Seither lebt sie als Autorin von Häkelanleitungen, die sie im Internet anbietet.
Petra Perle ist seit 1983 mit dem Münchner Musiker Harald Kümpfel verheiratet, einem Sohn von Ponkie. Zusammen haben sie zwei Söhne.

## Theater- und Fernsehproduktionen
- Hallo, Onkel Doc!, Serie auf Sat.1
- Der Tod ist kein Beweis, Fernsehfilm von Dagmar Hirtz
- Just get married, Kurzfilm von Husam Chadat
- Wir in Bayern, BR, Moderatorin
- Großglocknerliebe, Film von Joe Duebell
- Lebenslinien, BR 2005
- Kleine Komödie am Max II, Hotel Mimosa
- Wir gegen die Bayern, Spielshow des NDR
- Mit einem Schlag, Fernsehfilm von Vivian Naefe
- Liesl Karlstadt und Karl Valentin, 2007, Fernsehfilm von Jo Baier
- Königlich Bayerisches Amtsgericht, Prinzregententheater München, 2011
- SOKO 5113, Folge Die Venus von Pasing, ZDF 2011
- Menschen in München, München TV 2011
- Münchner Müllgeschichten von Lorenz Knauer, Bayerisches Fernsehen 2011
- ARD-Tatort: Die letzte Wiesn, 2015, Rolle: Frau vom Jugendamt
- Rolle der Ida Klapproth in dem Theaterstück Pension Schöller, Regie Werner Winkler, Drehleier in München 2014[10]
- Venus im vierten Haus[11], ZDF 2018 (Rolle: Astrologin Sabrina)

## Publikationen
- mit Conny Sü Prem: Die Hausfrau 2000: Schöner Leben leicht gemacht, München (Heyne) 1998, ISBN 978-3-453-13754-7

- Petra Perles Hot Wollée – GrannyMania: Häkeln im Quadrat, München (Droemer Knaur) 2016, ISBN 978-3-426-64648-9
- Petra Perles Hot Wollée – MützenMania, München (Droemer Knaur) 2016, ISBN 978-3-426-64657-1